# Buellia polyxanthonica
Buellia polyxanthonica är en lavart som beskrevs av Elix. Buellia polyxanthonica ingår i släktet Buellia och familjen Physciaceae.   Inga underarter finns listade i Catalogue of Life.